# Mooste (Põlva)
Koordinaten: 58° 10′ N, 27° 12′ O

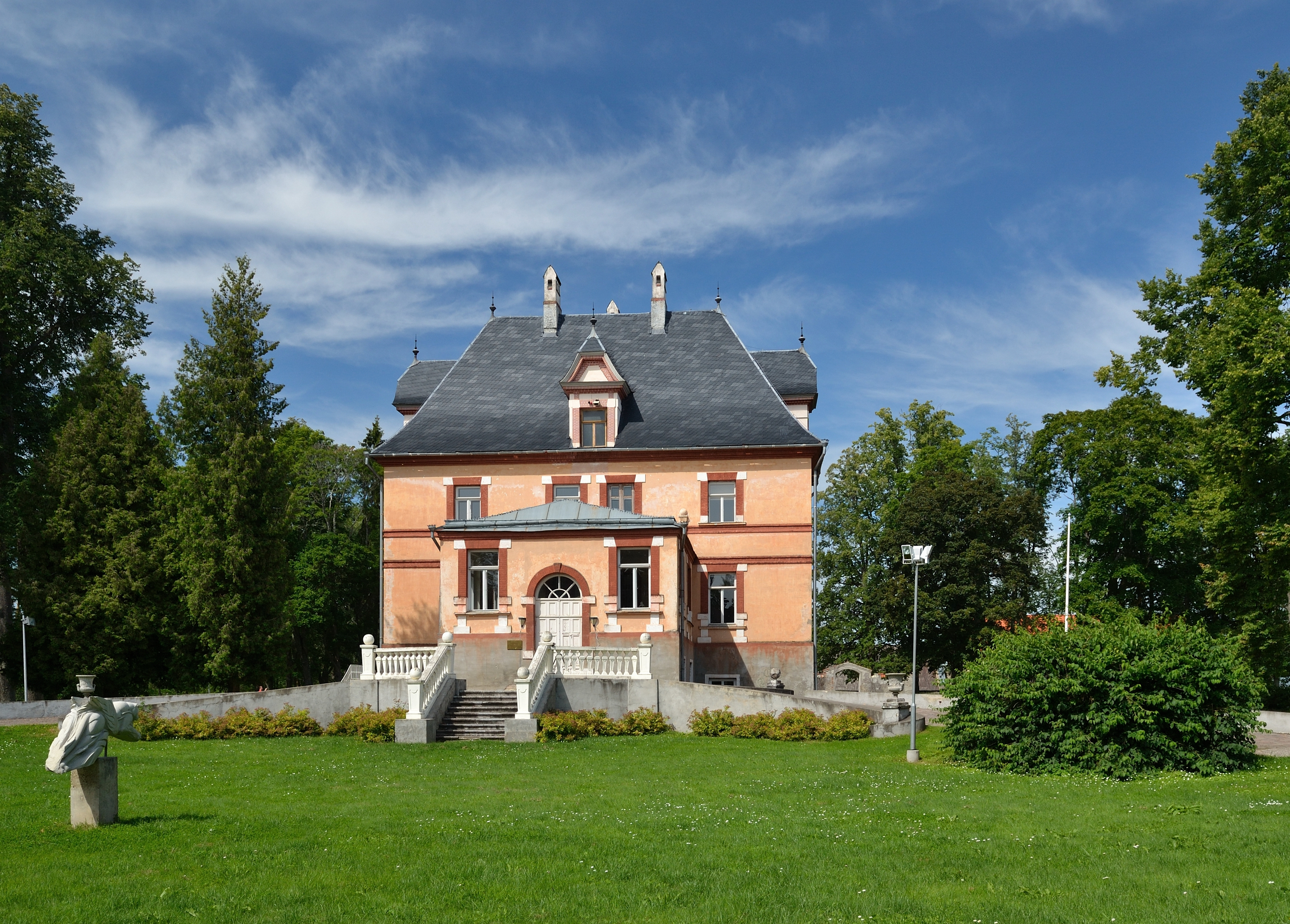
Historisches Herrenhaus

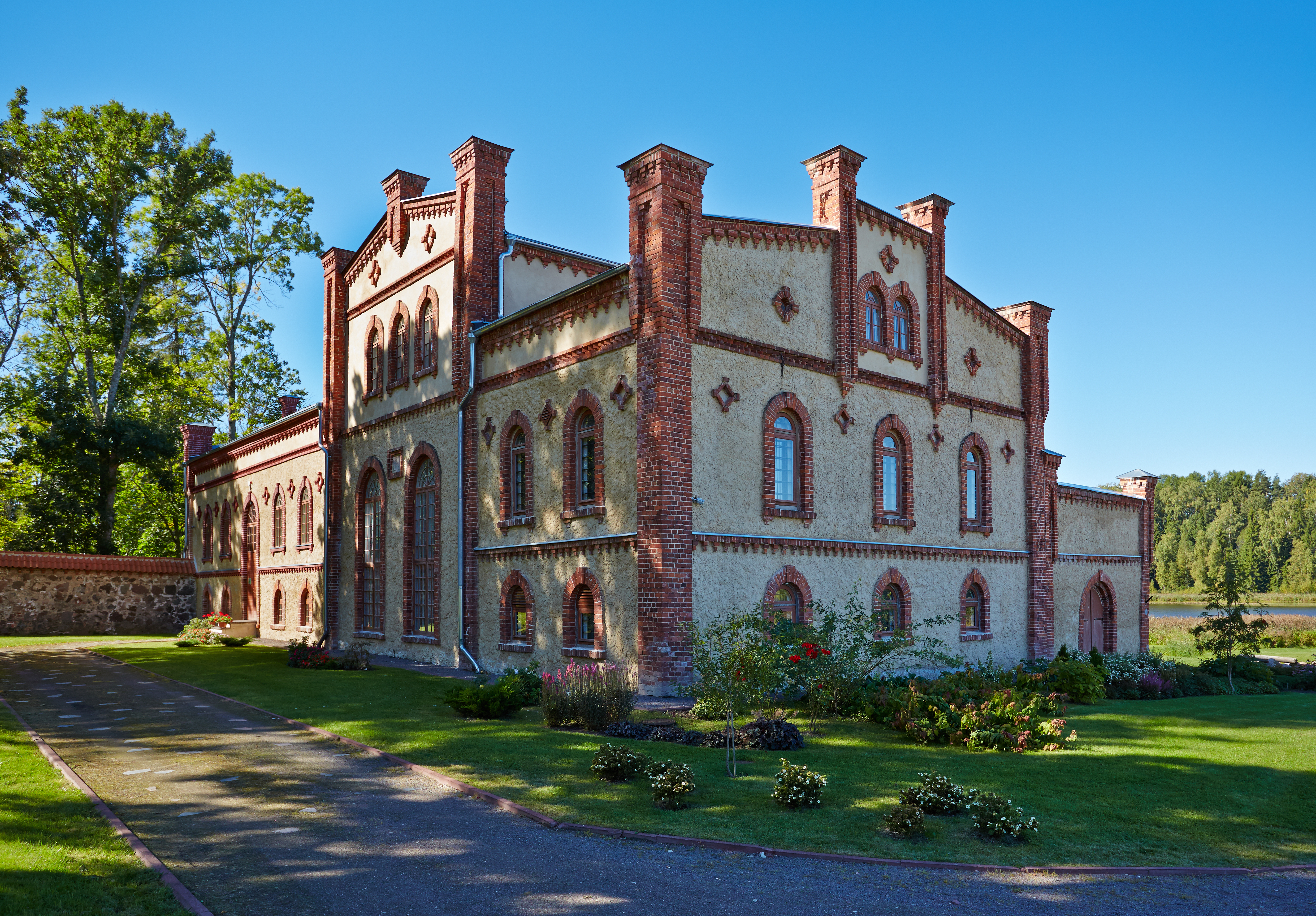
Ehemalige Schnapsbrennerei

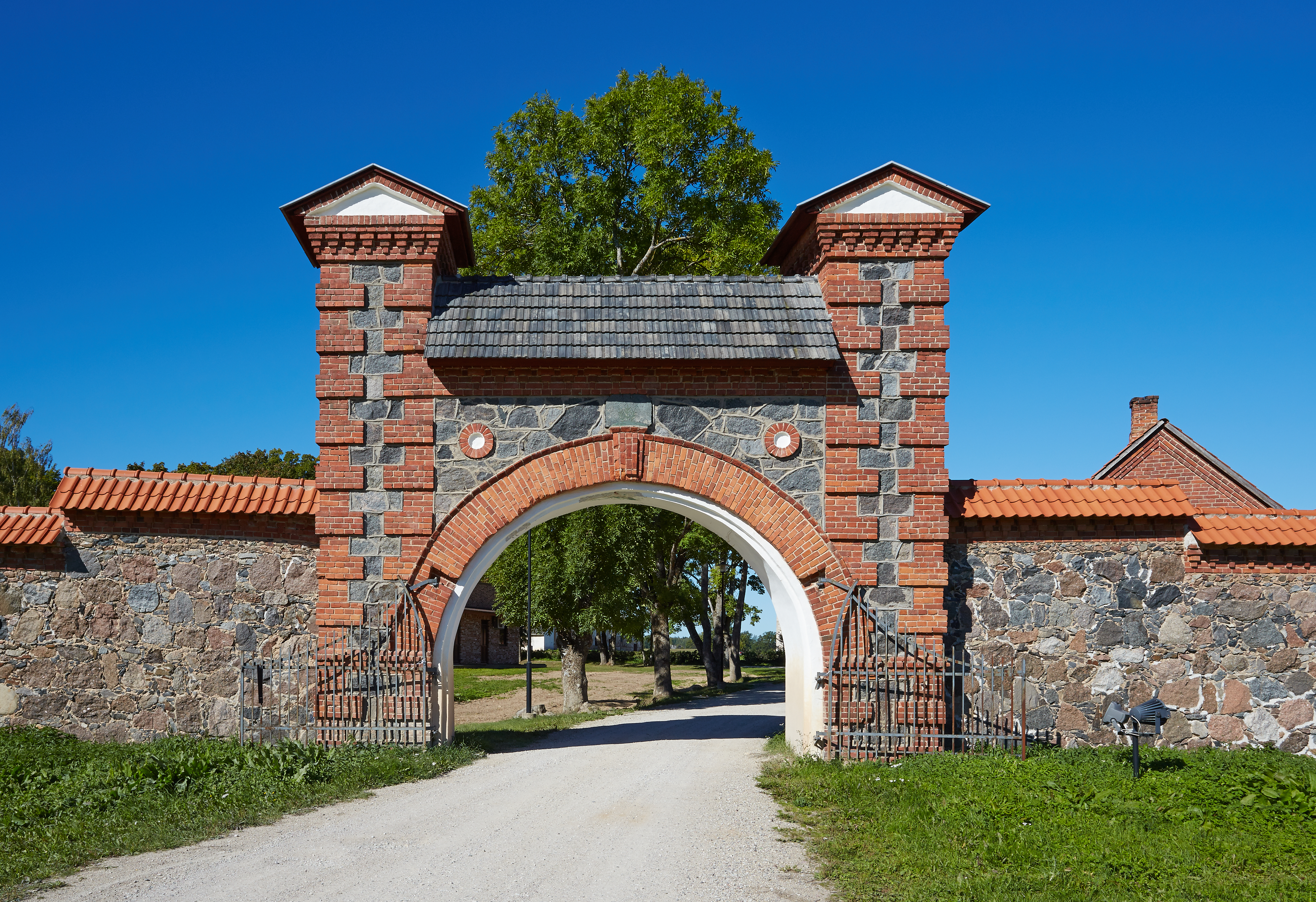
Tor zum Gutshof

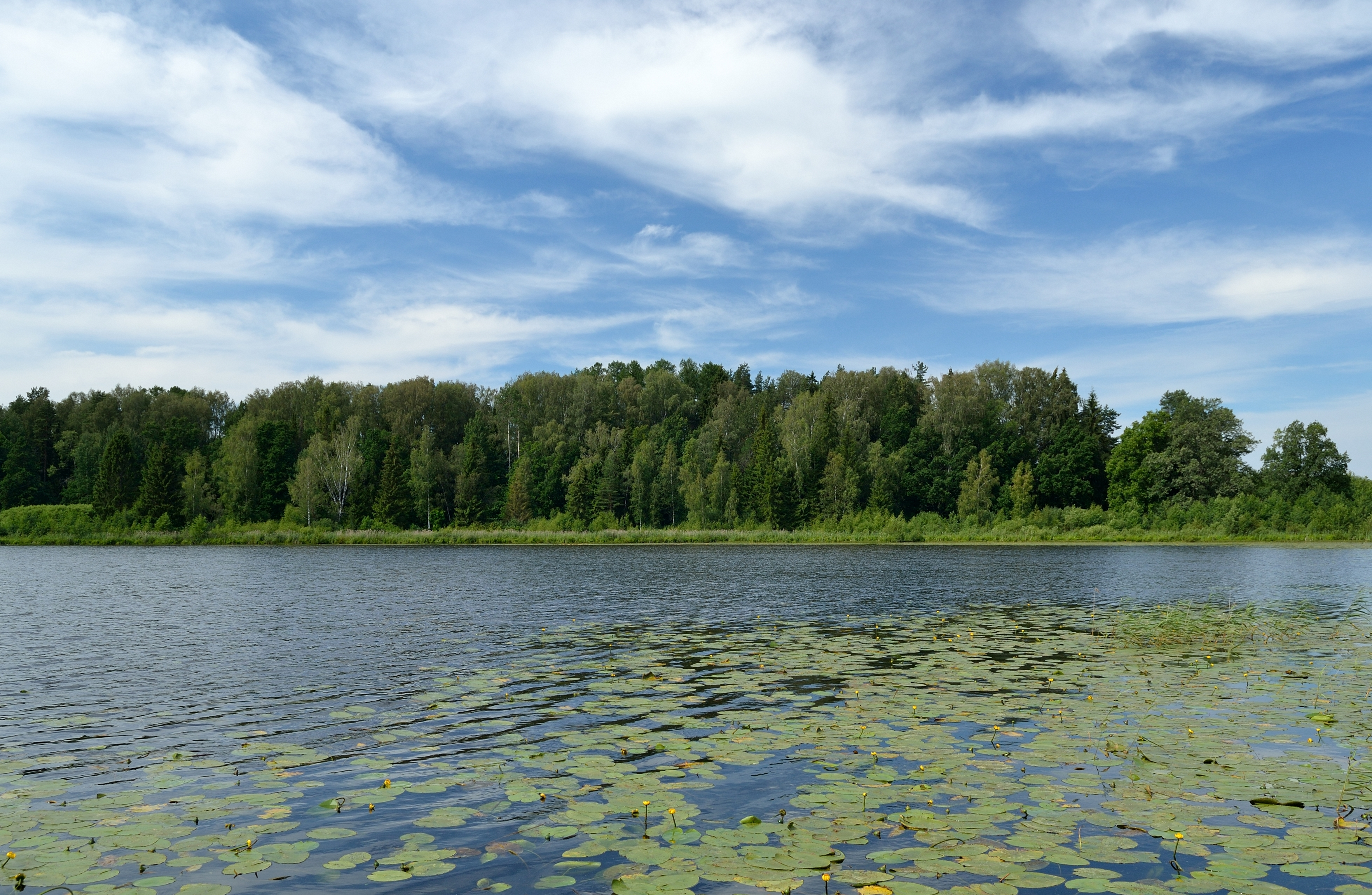
Der See Mooste järv

Das Dorf Mooste (Mooste alevik) liegt im Südosten Estlands. Bis 2017 war es der Hauptort der ehemaligen Landgemeinde Mooste (Mooste vald) im Kreis Põlva, seither liegt sie in der Gemeinde Põlva. Der historische deutsche Name des Ortes lautet Moisekatz.

## Einwohnerschaft und Lage
Das Dorf hat 433 Einwohner (Stand 1. Januar 2017). Es liegt 42 Kilometer südöstlich der zweitgrößten estnischen Stadt Tartu am 10,4 Hektar großen gleichnamigen See Mooste järv.

## Gut
Der Ort wurde erstmals 1242 urkundlich erwähnt. Im 16. Jahrhundert verlehnte der polnische König Stephan Báthory das Dorf dem Richter Wilhelm Sturz. Er gründete dort den gleichnamigen Hof. Im Zuge der Güterreduktion wurde der Hof eingezogen. 1717 kam er gemeinsam mit Kauksi wieder in Privatbesitz. Ab 1810 stand das Gut im Eigentum der adligen deutschbaltischen Familie Nolcken. Letzter Privateigentümer vor der Enteignung im Zuge der estnischen Landreform 1919 war Baron Eduard von Nolcken.
Unter der Familie von Nolcken wurde 1909 das prachtvolle zweigeschossige Hauptgebäude des Guts vollendet. Es entstand nach den Plänen des Architekten August Reinberg im Heimatstil. Gut erhalten sind auch zahlreiche Nebengebäude sowie der über dreißig Hektar große Park mit Elementen im englischen Stil.
Heute befinden sich auf dem Anwesen ein Gästehaus und ein Restaurant sowie ein Theater und ein 2001 ins Leben gerufenes Kunstzentrum (MoKS).
Im Jahr 1766 wurde die erste Schule des Dorfes gegründet. Sie befindet sich heute ebenfalls im ehemaligen Herrenhaus des Guts.